# 青山幸完
青山 幸完（あおやま よしさだ / ゆきさだ）は、江戸時代中期から後期にかけての大名。美濃国郡上藩の第2代藩主。官位は従五位下・大膳亮。幸成系青山家6代。

## 略歴
宝暦2年（1752年）、初代藩主・青山幸道の三男として誕生した。庶子であったが宝暦13年（1763年）に嫡男とされた。
安永4年（1775年）、父の隠居により家督を継ぎ、奏者番・若年寄などを歴任する。松平定信の寛政の改革が始まると、その与党として改革に協力したが、寛政3年（1791年）9月に病に倒れて辞職する。1,300両の借金をするなど、藩財政の窮乏化が進んだ。また、藩校・潜竜館を設置している。天明の大飢饉が起こると、一揆の起こりそうな様相を見せるなど、藩政は不安定であった。
その後も寺社奉行・若年寄などを歴任したが、文化5年（1808年）11月8日、死去。享年57。跡を長男の幸孝が継いだ。
徳川家慶の「慶」の読みとの同音をはばかって、幸完の代から「幸」の読みを「よし」から「ゆき」と改めた。

## 系譜
父母
- 青山幸道（父）

正室
- 水野忠友の娘

子女
- 青山幸孝（長男） 生母は正室
- 蔵 - 毛利就寿婚約者、後に水野勝愛正室
- 勝 - 森川俊知正室、後に遠山景祥正室